# Muhammad Baqir Majlisi
Muhammad Baqir Majlisi (persiska: ), känd som Allamah Majlisi eller Majlisi al-Thani ("Majlisi den andre"), var en känd persisk shiamuslimsk lärd från safavidernas tid. Han föddes år 1628 i Esfahan, Persien, död 1699. Han är känd för att ha kompilerat hadithsamlingen Bihar al-Anwar.